# Théodore Burgard
 (août 2025).
Théodore Burgard, né le 22 février 1862 à Seltz (Bas-Rhin),, et mort à une date inconnue, est un cultivateur et espion français. 
Il se fait connaître au début de la Première Guerre mondiale pour une affaire d'espionnage concernant la transmission d'informations à l'armée allemande sur des positions française situées à Toul (Meurthe-et-Moselle).

## Biographie

### Parcours
Né en 1862 dans la ville de Seltz, Théodore Burgard fait des études et obtient un brevet supérieur lui permettant de devenir instituteur dans sa ville à partir de 1881 et jusqu'en 1886, date à laquelle il fuit l'Allemagne pour la France afin d'échapper à son service militaire. Par la suite, on perd sa trace mais on le retrouve en 1890 comme soldat au 1er régiment étranger puis caporal un an après son incorporation. Libéré de son grade en 1894, il obtient la naturalisation française et entre le 15 juin de la même année en qualité d'infirmier à l'asile d'aliéné de Maréville. Le 13 juillet 1896, il quitte son emploi à l'asile puis se marie l'année suivante avec Adeline Mathieu, fille d'un ouvrier de la localité. Successivement, Burgard travaille comme tourneur sur métaux dans une usine à Dombasle-sur-Meurthe, Maréville puis Neuves-Maisons. 

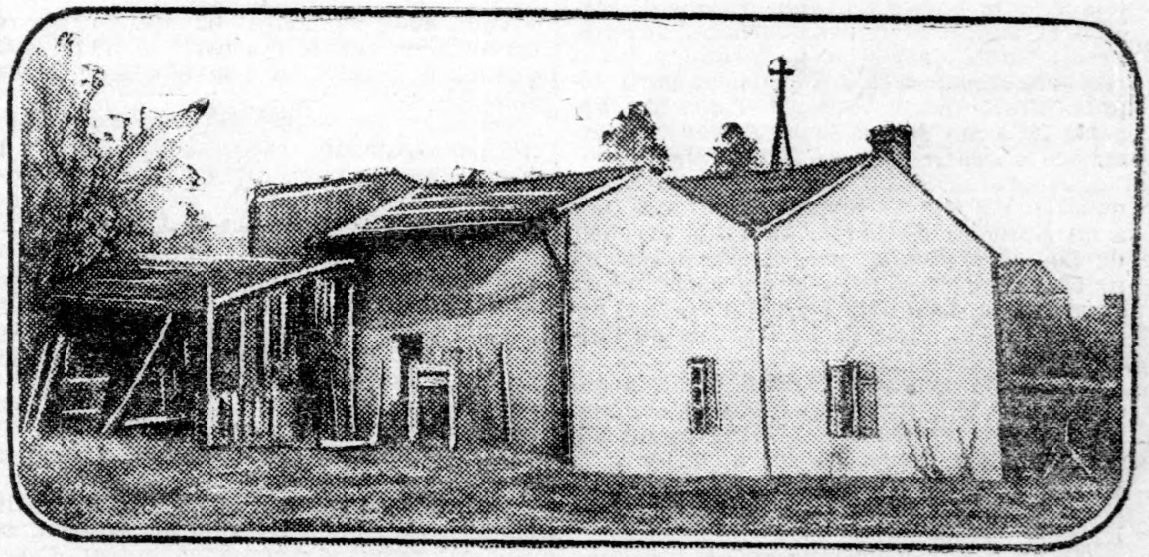
Maison de Théodore Burgard.

En 1902, il déserte l'atelier pour exploiter à Heillecourt un débit de boisson auquel il adjoint une épicerie. Au bout de trois ans, il récupère suffisamment d'argent pour acheter une ferme et 50 hectares de terre lui permettant d'abandonner son commerce pour se consacrer à l'agriculture. Cependant, c'est surtout sa femme et un ouvrier qui exploitent la propriété tandis que lui se déplace souvent dans les provinces annexés et notamment à Nancy où il entretient une relation extraconjugale avec une femme veuve . Par ailleurs, les journaux notent que Burgard est un homme violent qui brutalise sa femme et l'insulte en présence de ses enfants. 

### L'espion de Toul

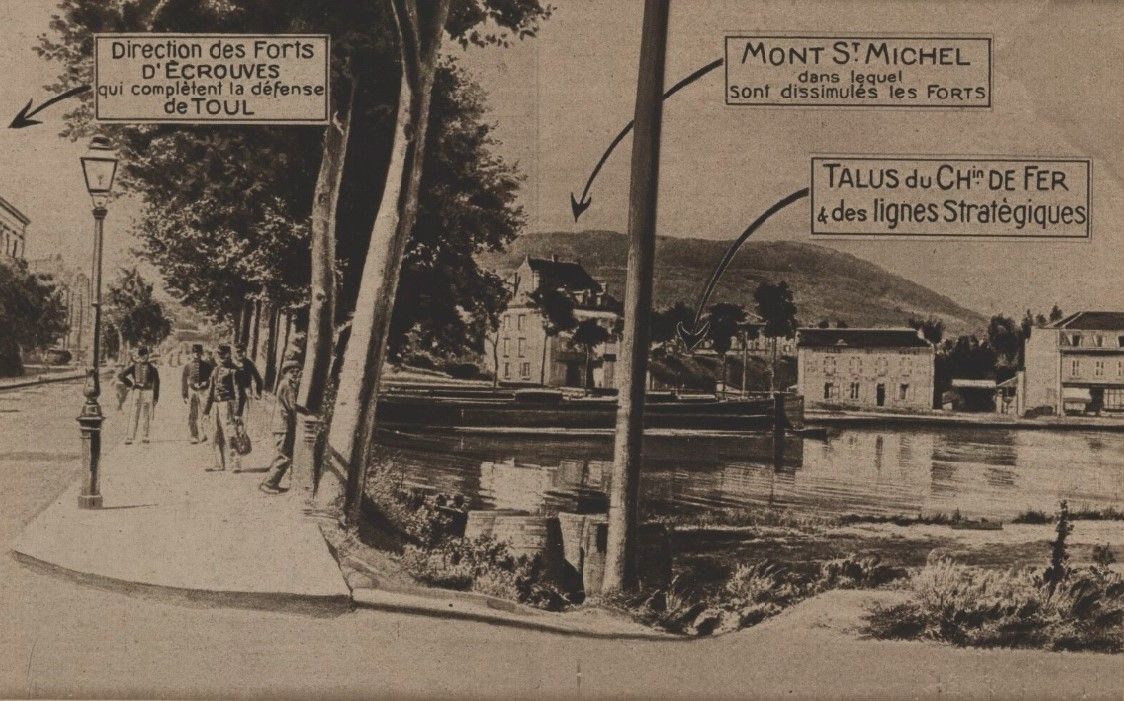
Vu du canal stratégique de Toul et du Mont Saint-Michel (photo prise par Théodore Burgard).

Déjà soupçonné depuis 5 ans de fournir des informations à l'état-major allemand et d'être en relation avec un ancien espion déjà condamné à trois ans de prison, Burgard avait déjà été l'objet, à l'époque, d'une enquête de la part de la police et d'un commissaire spécial en provenance de Nancy. Dans le mois de février 1914, Burgard est surpris avec un appareil photo, une longue vue et un carnet de notes dans la ville de Toul à proximité du fort de Lucey. Après un certain temps, le gardien de batterie nommé Vancon et l'ouvrier Migeot de l'arsenal de Toul arrêtent Burgard qui est emmené auprès du commandant d'arme du fort. Après un interrogatoire poussé, Burgard est remis en liberté et sa maison est perquisitionnée par la suite. Durant les recherches, la police trouve notamment des lettres en Allemand rédigées à l'intention des Services secret allemand, de nombreuses photographies ainsi que des documents se rapportant à la défense d'Épinal, Verdun, Montmédy et Lunéville. Dans les semaines qui suivent, Burgard est incarcéré puis déféré devant le tribunal correctionnel de Toul qui le condamne en juillet 1914 à cinq ans de prison, 1000 francs d'amende et cinq ans  d'interdiction de séjour sur le territoire français.